# Banca di riserva sudafricana
La banca centrale sudafricana è la banca centrale dello stato africano del Sudafrica.
Le monete e le banconote ufficiali che stampano e coniano è il rand sudafricano.